# Plexippoides arkit
Plexippoides arkit is een spinnensoort in de taxonomische indeling van de springspinnen (Salticidae).
Het dier behoort tot het geslacht Plexippoides. De wetenschappelijke naam van de soort werd voor het eerst geldig gepubliceerd in 1998 door Dmitri Viktorovich Logunov & Rakov.